# 珀西·彼得
珀西·彼得（英語：Percy Peter，1902年3月28日—1986年9月23日），英国男子游泳、水球运动员。他曾代表英国参加1920年、1924年和1928年夏季奥林匹克运动会，其中1920年奥运会获得一枚铜牌。